# Аренга малазійська
Аре́нга малазійська (Myophonus robinsoni) — вид горобцеподібних птахів родини мухоловкових (Muscicapidae). Ендемік Малайзії. Вид названий на честь британського орнітолога Герберта Робінсона.

## Опис
Довжина птаха становить 25—26 см, вага 87—105 г. Довжина крила самця становить 14—15 см, самиці — 13 см. Забарвлення самця переважно темно-синє, на голові і на покривних перах крил яскраві металево-блискучі сині плями. Самчики мають дещо менші розміри і коричнюватіше забарвлення.

## Поширення і екологія
Малайзійські аренги є ендеміками Малайського півострова. Вони живуть у вологих рівнинних і гірських тропічних лісах, поблизу річок і струмків. Зустрічаються на висоті від 750 до 1750 м над рівнем моря.

## Поведінка
Малазійські аренги живляться переважно комахами. Гніздо чашоподібне, зроблене з сухих рослин. В кладці 1-2 сірувато-блакитних яйця, поцяткованих рожевувато-коричневими плямками.

## Збереження
МСОП класифікує стан збереження цього виду як близький до загрозливого. За оцінками дослідників, популяція малазійських аренг становить від 3,5 до 15 тисяч птахів. Їм загрожує знищення природного середовища.